# Qu'est-ce que t'es belle
Singles de Marc Lavoine
Le monde est tellement con
(1987) Si tu veux le savoir
(1988)
Singles par Catherine Ringer
Tatie Danielle
(1990)
Qu'est-ce que t'es belle est une chanson de Marc Lavoine, interprétée en duo avec Catherine Ringer. Troisième extrait de l'album de Lavoine, Fabriqué, elle sort en single en 1988.

## Classement
| Classement (1988) | Meilleure place |
| ----------------- | --------------- |
| France (SNEP)     | 31              |

## Histoire de la chanson
Fin 1985, Marc Lavoine publie son premier album, Marc Lavoine. Il semble y incarner alors, par son allure et par le thème de ses chansons, l'image marketing parfaite du jeune chanteur romantique. C'est du «Sucre raffiné» titre le journal Libération pour un portait de l'artiste, avec cependant, pour ce journal, un côté «un brin schizo» et critique,  qui lui donne d'autres ouvertures.
Ce premier album est un grand succès, marqué notamment par un titre : Elle a les yeux revolver. Pour trouver l'inspiration sur la suite et rebondir sans se répéter, Marc Lavoine et son complice, le compositeur Fabrice Aboulker, s'isolent dans un chalet en montagne, à Morzine. La chanson Qu'est-ce que t'es belle est issue d'un vieux projet de comédie musicale qui n'avait pas abouti et qu'ils décident de reprendre. Mais Marc Lavoine a l'idée, a priori improbable, de proposer à une chanteuse, plus proche de la musique underground et rock que de l'univers de la variété, Catherine Ringer (qu'il avait rencontrée sur un plateau télé), de la chanter en duo avec lui. Il l'appelle, mais Catherine Ringer pense tout d'abord à un canular et elle lui fait chanter au téléphone Elle a les yeux revolver pour s'assurer qu'il peut bien s'agir de Marc Lavoine. Finalement, ils conviennent de se retrouver et Marc Lavoine prend le premier train pour Paris le lendemain. À l'écoute d'une maquette du morceau, Catherine Ringer donne rapidement son accord.
L'enregistrement se fait mais la maison de disques des Rita Mitsouko n'est pas très favorable à un single. Catherine Ringer donne finalement son accord pour ce single qui sort en avril 1988. Un clip est également réalisé, par un réalisateur très prisé, Jean-Baptiste Mondino. Mais le single garde un niveau de vente assez modeste en quarantième position environ dans les hits.
Plus de vingt ans plus tard, Clara Luciani reprend la chanson en duo avec Philippe Katerine , en l'adaptant sous le titre Qu'est-ce que t'es beau, et en inversant les rôles. La nouvelle version paraît le 8 février 2019 en tant que l'un des 4 titres inédits de la réédition limitée (15 titres) de son album Sainte-Victoire.